# 東盟憲章
《東盟憲章》，全称是《东南亚国家联盟宪章》，于2007年11月20日在新加坡签署，簽訂者為東盟十國的元首。該憲章的簽訂，將使東盟從憲章簽署前的鬆散組織，轉變成為一個更具正式及有約束力的國際組織，此憲章之簽訂，也象徵東盟成為單一市場或經濟共同體的未來走向。
《東盟憲章》的簽署不但為是東盟於法制化建設的重要政治行動，也為東盟首度正式簽署的法律文件。俟各國立法或國會機構通過該憲章，將成為整合東盟的法律基礎。

## 內容
- 維護並加強本地區和平安全與穩定
- 保持東盟無核武化
- 支持民主法制和憲政
- 提供公正、民主與和諧的和平環境
- 致力于經濟一體化建設構建穩定、繁榮和統一的東盟市場和生產基地
- 實現商品服務和投資自由流動
- 增強東盟會員國內合作互助
- 消除貧困，縮小貧富差距
- 加強開發人力資源、鼓勵社會各部門參與

| 成员国     | 政府批准       | 交存批准书     | 签署者             |
| ---------- | -------------- | -------------- | ------------------ |
| 新加坡     | 2007年12月18日 | 2008年1月7日   | 总理               |
|            | 2008年1月31日  | 2008年2月15日  | 苏丹               |
|            | 2008年2月14日  | 2008年2月20日  | 国家主席           |
| 马来西亚   | 2008年2月14日  | 2008年2月20日  | 外交部长           |
| 越南       | 2008年3月14日  | 2008年3月19日  | 外交部长           |
| 柬埔寨     | 2008年2月25日  | 2008年4月18日  | 国民议会           |
| 緬甸       | 2008年7月21日  | 2008年7月21日  | 外交部长           |
| 菲律賓     | 2008年10月7日  | 2008年11月12日 | 参议院             |
| 印度尼西亞 | 2008年10月21日 | 2008年11月13日 | 总统和人民协商会议 |
| 泰國       | 2008年9月16日  | 2008年11月14日 | 国会               |